# Carmelo Pérez
 (janvier 2024).
Si vous disposez d'ouvrages ou d'articles de référence ou si vous connaissez des sites web de qualité traitant du thème abordé ici, merci de compléter l'article en donnant les références utiles à sa vérifiabilité et en les liant à la section « Notes et références ».
Armando Pedro Antonio Procopio Pérez Gutiérrez dit « Carmelo Pérez », né à Texcoco (Mexique, État de Mexico) le 23 décembre 1908, mort à Madrid (Espagne) le 28 octobre 1931, était un matador mexicain.

## Présentation
À quatorze ans, à la suite de la mort accidentelle de son père, Carmelo devient chef de famille nombreuse : neuf frères et sœurs. Carmelo veut devenir torero. Dès ses débuts, sa tauromachie hallucinante et intuitive s'empare du Mexique dont il remplit les arènes.
« Cagancho » lui donne une première alternative à Puebla (Mexique, État de Puebla), mais il annule cette alternative parce qu'il veut faire sa présentation comme novillero à Mexico. Après quatre novilladas d'affilée qui remplissent les arènes, Carmelo prend sa deuxième alternative le 3 novembre 1929, à Texcoco (Mexique, État de Mexico), à nouveau des mains de « Cagancho ».
Le 17 novembre 1929, Carmelo torée à nouveau à Mexico et affronte des taureaux de la ganadería de San Diego de Los Padres. Le sixième taureau, « Michin », lui inflige cinq coups de corne lui détruisant la moitié du thorax et lui lésant le poumon droit. Les médecins l'opèrent, ne lui donnant que quelques heures à vivre. Carmelo Pérez ne meurt pas mais reste un an sans toréer. Avec un poumon lésé et une cicatrice qui suppure, il réapparaît en 1931 à Mexico puis à Guadalajara (Mexique, État de Jalisco).
Quelques semaines plus tard, il part toréer en Espagne. Sur le navire qui, avec d'autres toreros mexicains, l'y mène, il se rend compte un jour au cours d'un repas qu'ils sont treize à table. Il se lève et s'en va en disant : « L'un de nous ne rentrera pas vivant à Mexico. »
Le 4 juin 1931, à Tolède (Espagne), il prend une troisième alternative, espagnole celle-ci, avec comme parrain « Chicuelo » et comme témoin Domingo Ortega face à des taureaux des ganaderías de Antillón et de Torrones. Lors de cette corrida, il se ressent de sa blessure mexicaine et doit se faire opérer pour réduire sa fistule au poumon. Il meurt à Madrid le 28 octobre suivant, des suites de l'opération.
La famille taurine des Bienvenida financera le rapatriement de sa dépouille au Mexique. Lors de son arrivée, son frère Silverio le veillera toute une nuit. Au matin, Silverio, qui voulait devenir boxeur, déclare : « Maintenant je veux être torero. » Il se lancera dans l’art taurin et deviendra l'un des principaux matadors mexicains de son époque.